# Tom Dumont
Tom Dumont (Los Angeles, 11 gennaio 1968) è un musicista e produttore discografico statunitense.
Tom Dumont è il chitarrista della rock band californiana No Doubt, di cui è membro dal 1988, ed è il produttore dell'album Songs We Sing di Matt Costa.

## Biografia
Nasce a Los Angeles, negli Stati Uniti d'America, nel 1968. Da piccolo si avvicina subito al mondo della musica e in particolare ascolta i Beatles, ma praticamente subito dopo incominciò ad accostarsi ad alcune band heavy metal quali i Kiss e i Judas Priest. All'età di circa 16 anni forma già un gruppo heavy metal, composto da lui e da sua sorella e chiamato Rising. Fino al 1989 Tom continua a suonare in alcuni gruppi metal del suo quartiere, in piccoli club e davanti a pochissime persone, rappresentate quasi esclusivamente da parenti e amici. Nello stesso anno però avviene una svolta che si rivelerà clamorosa per la sua carriera; infatti viene preso come chitarrista per la rock band No Doubt che, a quel tempo, era composta da Eric Stefani, sua sorella Gwen e da Tony Kanal. Tom voleva lasciare il metal e l'occasione di inserirsi nei No Doubt fu colta al volo. Insieme a lui venne preso anche il batterista Adrian Young.
Nel 2005 è impegnato come produttore dell'album di debutto del cantante folk Matt Costa, intitolato Songs We Sing.
È sposato con Mieke e ha tre figli: Ace Joseph (nato nel 2006), Rio Atticus (2008) e Koa Thomas (2011).
Talvolta si dedica anche ad un'altra sua grande passione oltre la musica, che è il surf, infatti ama ritornare in California proprio per questo motivo.